# Твердофазный ядерный реактивный двигатель
В твердофазных ЯРД (ТфЯРД) делящееся вещество, как и в обычных ядерных реакторах, размещено в сборках-стержнях (ТВЭЛах), что позволяет эффективно нагревать газообразное рабочее тело до температуры 3000 °C, одновременно являющееся теплоносителем, охлаждающим элементы конструкции и сами сборки. За счёт расширения газа и происходит работа двигателя.

## Работы по ТфЯРД в США
В 1950-х годах американские учёные добавляли различные ядерные реакторы во всевозможные объекты: танки, подлодки, автомобили, поезда и даже самолёты. Один из проектов был взрыволёт, который должен двигаться за счёт резкого нагрева газа от атомного реактора. В 1954—1955 годах этот проект заинтересовал Лос-Аламосскую лабораторию в США. Учёные подготовили доклад об осуществимости постройки взрыволёта в то время. В 1957 году был утверждён проект постройки графитового реактора с ядерным топливом с кодовым названием «Ровер». Параллельно этому строился полигон для испытания ТфЯРД в Неваде. Спустя 2 года был создан реактор «Киви-А» и испытан 1 июля 1959 года. Завершением для «Киви» стал его намеренный взрыв (после его нагрева до 4000 °C) для изучения последствий его взрыва: 45 кг радиоактивного топлива разметало на четверть мили (ЯРД стоял на земле). Учёные находились в воздухе и измеряли количество радиации, которая оказалась в атмосфере, но до сегодняшнего дня эти данные остаются засекреченными.

## Работы по ТфЯРД в СССР
Разработки в СССР начались лишь на пару лет позже, в 1959 году, когда был представлен доклад о постановке эксперимента на исследовательском реакторе ИГР (реактор на растворах солей), первый пуск которого состоялся в 1961 году. Но проект был не до конца успешным и он продолжал совершенствоваться вплоть до 1980-х годов. В КБ химавтоматике разрабатывался ЯРД РД 0410 который за счёт более долгих исследований имел большую жароустойчивость, имел больший удельный импульс - 9100 м/с (по сравнению с американским 8200 м/с). При этом мощность не превышала 230 МВт при расходе водорода до 16,5 кг/сек и его температуре на выходе из реактора 3100 К (~2800 °C). Все запуски прошли успешно и по плану.

## Принцип работы
В твердофазных ЯРД (ТфЯРД) делящееся вещество, как и в обычных ядерных реакторах, размещено в сборках-стержнях (ТВЭЛах) сложной формы с развитой поверхностью, что позволяет эффективно нагревать газообразное рабочее тело (обычно — водород, реже — аммиак, так же добавки как гексан, гелий) до температуры 3000 °C, одновременно являющееся теплоносителем, охлаждающим элементы конструкции. Температура нагрева ограничена температурой плавления элементов конструкции (не более 3000 °C).

## Проблемы и преимущества
Главной проблемой ТфЯРД является загрязнение окружающей среды как гамма-излучением, так и высокорадиоактивных соединений урана и газов (рабочее тело), что делает запуск ракет с ТфЯРД несообразным с поверхности заселённой планеты.
Из преимуществ: удельный импульс твердофазного ЯРД, по современным оценкам, составит 850—900 с, что более чем втрое превышает показатели наиболее совершенных химических ракетных двигателей (2020 год), значительный энергозапас, компактность, получение высокой тяги (сотни тонн в вакууме).